# Серседа
Серседа (гал. Cerceda, ісп. Cerceda) — муніципалітет в Іспанії, у складі автономної спільноти Галісія, у провінції Ла-Корунья. Населення — 5570 осіб (2009).
Муніципалітет розташований на відстані близько 502 км на північний захід від Мадрида, 21 км на південь від Ла-Коруньї.
Муніципалітет складається з таких паррокій: Серседа, Ас-Енкробас, Мейрама, Кейшас, Родіс, Шестеда.

## Демографія
Динаміка населення (INE ):

## Галерея зображень

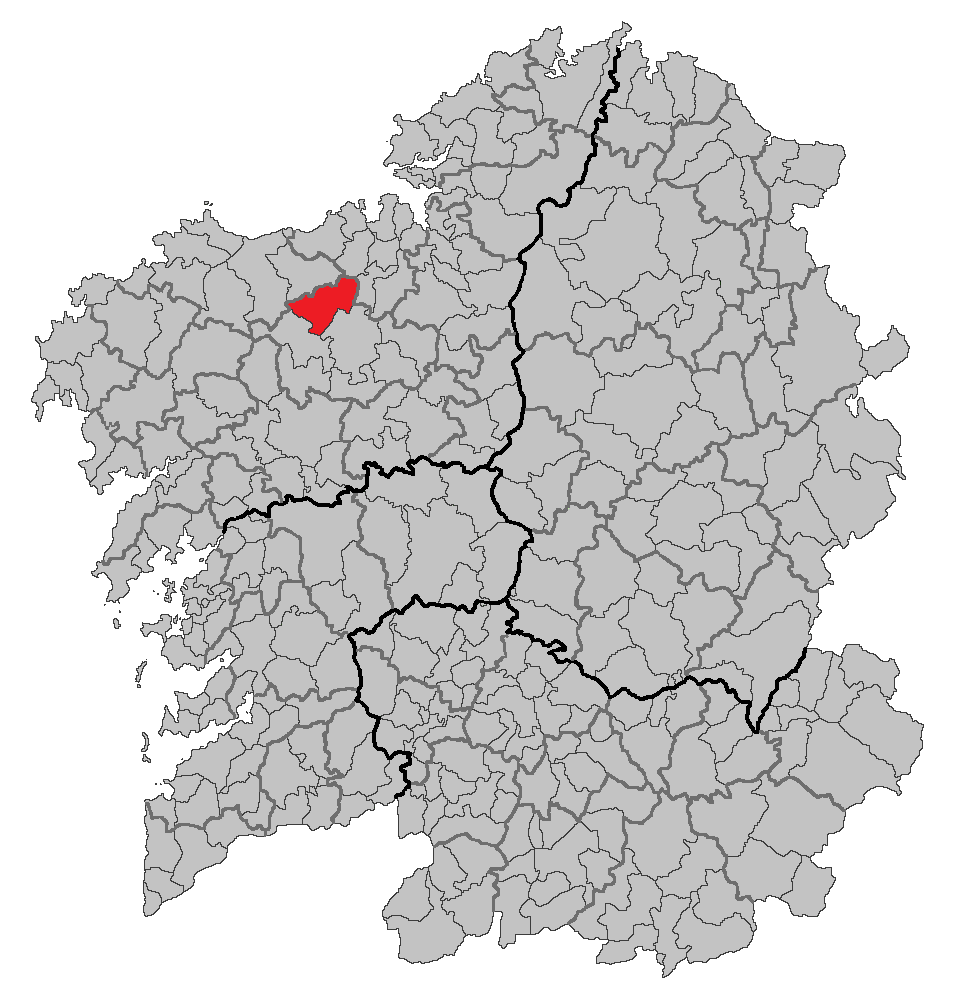
Розташування муніципалітету